# 黒田ナオコ
黒田 ナオコ（くろだ なおこ）は、2023年統一地方選挙「日本維新の会」公認、神奈川県会議員候補。日本のジャズシンガー。ジャズボーカル指導者。兵庫県宝塚市出身。横浜市在住。

## 人物
幼少期からクラシックピアノを学ぶ。小林聖心女子学院中学校、高等学校在学中に、チェロでオーケストラ部に参加。上京し聖心女子大学に入学後、慶應義塾大学軽音楽部でバンド活動。聖心女子大学文学部卒業。日商岩井勤務時代、ジャズボーカルスクールから講師にスカウトされ転職。ジャズライブを開始。1997年に渡米。バークリー音楽大学に留学。帰国後からプロ活動。横濱ジャズプロムナード出演シンガー。オフィスケイト代表。ジャズ歌手、ボーカルインストラクター、音楽イベント企画、執筆業などを担う。2020年自民党女性局主催女性未来塾の「女性候補者育成コース」に一期生として合格。さらに二期生、三期生と選抜される。2022年に日本維新の会の「維新塾」に移籍。2023年の統一地方選挙において日本維新の会公認の神奈川県議会議員候補者となる。14,929の得票があったが、24票差の僅差で惜しくも次点となる。

## 経歴
- 聖心女子大学文学部卒業後、日商岩井株式会社に入社。退社後にジャズボーカル講師、シンガーとして活動開始。
- 1997年、結婚。渡米してバークリー音楽大学に留学。ボイスを同大学教授リサ・トーソン教授に師事。帰国後、ジャズシンガーとして、横浜の老舗ジャズクラブを中心としたプロ活動を開始。
- 2004年　長女出産。
- 2008年　自主レーベルを立ち上げ、ファーストアルバム『Photograph』を発表。
- 2010年　ピアニスト山本剛、ドラマー大隅寿男と出会う。数々のベテランミュージシャンとのライブ公演を、都内・横浜エリアで実現。ジャズピアノをプロピアニストに師事。
- 2014年　東急電鉄運営のFMサルースにて、ジャズ番組『黒田ナオコのJAZZ Station』のパーソナリティーを務める。（～2015年）
- 2015年6月　セカンドアルバム『Gentle Eyes』でメジャーデビュー。(発売元ワッツニューレコード、販売元スペースシャワーネットワーク) ドラマー大隅寿男、ピアニスト山本剛、青木弘武、ハクエイ・キム、ベースにジャンボ小野、金子健を加えた日本を代表するジャズマンとレコーディング。
- 2018年11月　３枚目のアルバム『Dreams in the Sky』をリリース。山本剛ピアノトリオ（ドラム大隅寿男、ベース金子健）にギタリスト井上智を加えてレコーディング。（発売元ワッツニューレコード。販売元ディスクユニオン）
- 2019年　オフィスケイトを立ち上げ、長年の講師経験から、自己のジャズボーカルスクールを形にする。
- 2020年　自民党女性局の「女性候補者育成コース」に合格し一期生として在籍。二期生、三期生にも合格。
- 2022年　日本維新の会の「維新塾」に移籍。
- 2022年8月31日　日本維新の会の公認を得て、2023年の統一地方選挙において、横浜市青葉区から神奈川県会議員候補者となる。14,929人の票数を得たが、接戦の末に24票差で惜しくも落選。

## CD
- 1st 2010年 Photograph[1]
- 2nd 2015年6月24日 Gentle Eyes[1]
- 3rd 2018年11月7日 Dreams in the Sky[1]